# 러시안 애셋 트래커
러시안 애셋 트래커(Russian Asset Tracker)는 조직범죄 및 부패 보도 프로젝트가 러시아 대통령 블라디미르 푸틴과 연관된 과두정치 인사 및 기타 영향력 있는 러시아인들의 자산을 추적하기 위해 출범한 데이터베이스이다. 이 추적기는 27개 언론사 간의 글로벌 협력으로, 러시아 대통령과 "가까운 과두정치 인사 및 주요 인물들이 러시아 외부에 보유한 막대한 부"를 인터랙티브하게 보여준다. 2022년 4월까지 이 프로젝트는 총 175억 달러의 자산을 가진 11명의 개인을 식별했다.